# Inga Gentzel
Inga Gentzel (née le 24 avril 1908 à Stockholm et décédée le 1er janvier 1991 à Nyköping) est une athlète suédoise spécialiste du 800 mètres. Affiliée au Djurgårdens IF, elle était la détentrice du record du monde du 800 mètres avec 2 min 20 s 4 réalisés à Stockholm le 16 août 1928.

## Biographie

### Palmarès
| Date | Compétition           | Lieu      | Résultat | Performance  |
| ---- | --------------------- | --------- | -------- | ------------ |
| 1928 | Jeux olympiques d'été | Amsterdam | 3e       | 2 min 17 s 8 |

### Records
| Épreuve    | Performance  | Lieu | Date |
| ---------- | ------------ | ---- | ---- |
| 800 mètres | 2 min 18 s 8 |      | 1928 |